# Two Tribes B.V.
Two Tribes B.V. est un développeur de jeu vidéo dont les bureaux sont situés à Amersfoort aux Pays-Bas. L'entreprise développe à la fois des jeux originaux et des jeux liés à des franchises.

## Historique
Le premier jeu de la societé, Toki Tori, est sorti sur Game Boy Color en 2001. D'abord spécialisé dans les jeux pour consoles portables et mobiles, le studio a par la suite développé des jeux pour consoles en raison de la popularité de la Wii et de la Xbox 360. Two Tribes soutient la sortie de la Wii U. Two Tribes s'est concentré sur le développement de jeux PC et Mac dématérialisés, notamment en portant leurs franchises, Toki Tori et RUSH sur PC et Mac via Steam et le Mac App Store. La société a également commencé à travailler avec d'autres développeurs pour porter leurs jeux sur d'autres plateformes, comme Swords and Soldiers, par Ronimo Games pour iOS et EDGE pour PC/Mac. Two Tribes a travaillé avec de grandes entreprises telles que Capcom, Nokia, Team17 and THQ.

## Jeux développés[4]

### Windows
- EDGE (2011)
- Toki Tori (2010)
- RUSH (2010)
- Toki Tori 2 (2012)

### Mac
- EDGE (2011)
- Toki Tori  (2010)
- RUSH (2011)
- Toki Tori 2 (2012)

### Wii
- Rubik's Puzzle World (2008, TGF)

### WiiWare
- Toki Tori (2008)
- Rubik's Puzzle Galaxy: RUSH (2009)

### Wii U
- Toki Tori 2 (2012)

### PlayStation 3
- Toki Tori (2011)

### Nintendo DS
- Rubik's Puzzle World (2008, TGF)
- Worms: Open Warfare 2 (2007, THQ)
- Garfield: A Tail of Two Kitties (2006, The Game Factory)

### DSiWare
- Frenzic (2010)

### Game Boy Color
- Toki Tori (2001, Capcom)

### Game Boy Advance
- Three Tribes (cancelled)

### Mobiles
- Toki Tori (2003, Aim Productions)
- Bonk's Return (2006, Hudson Entertainment)
- Monkeyball Minigolf (2006, Sega Mobile)
- SpongeBob SquarePants: Creature from the Krusty Krab (2007, THQ Wireless)
- Golf Pro Contest 2 (2007, Blaze)

### iOS
- Toki Tori (2009)
- Swap This! (2011)
- L'Âge de glace 3 (2010)
- Swords and Soldiers (2011)

### Android
- EDGE (2011)
- Toki Tori (2011)